# خلیج فارس (موشک)
خلیج فارس یک موشک بالستیک ضد کشتی، سوخت جامد تک مرحله‌ای، مافوق صوت با برد ۳۰۰ کیلومتر است که بر اساس موشک فاتح ۱۱۰ طراحی و ساخته شده‌است. این موشک با یک کلاهک انفجاری ۶۵۰ کیلوگرمی تجهیز شده که از ترکیبی از سیستم‌های هدایت بهره می‌برد که از رهگیری آن جلوگیری شود.
این موشک در فوریه ۲۰۱۱ رونمایی شد هنگامی که فرمانده سپاه پاسداران انقلاب اسلامی سرلشکر محمدعلی جعفری تولید انبوه آن را اعلام داشت. خبرگزاری فارس صحنه‌هایی از هدف قرار دادن موفقیت‌آمیز کشتی (هدف) توسط موشک فوق را منتشر کرد. این موشک برای اولین بار در رزمایش دریایی پیامبر اعظم-۳ در سال ۲۰۰۸ آزمایش شد. فرمانده هوافضای سپاه پاسداران گزارش داد، دقت موشک خلیج فارس به کمتر از ۱۰ متر رسیده‌است.

## ویژگی‌ها و توانایی‌ها
برخی از ویژگی‌های موشک خلیج فارس:
- شعاع برد عملیاتی موشک ۳۰۰ کیلومتر
- سوخت جامد تک مرحله‌ای
- مجهز به یک کلاهک انفجاری ۶۵۰ کیلوگرمی که از ترکیبی از سیستم‌های هدایت بهره می‌برد و از رهگیری آن جلوگیری می‌کند
- برخورداری از یک سامانه الکترواپتیک پیشرفته در نوک کلاهک برای کشف و هدایت به سمت هدف
- یک موشک مستقل پس از شلیک است که با اتکا بر سامانه‌های هدایت داخلی خود بدون نگرانی از اختلال رادیویی طی مسیر می‌کند